# Inscription de Khalsi

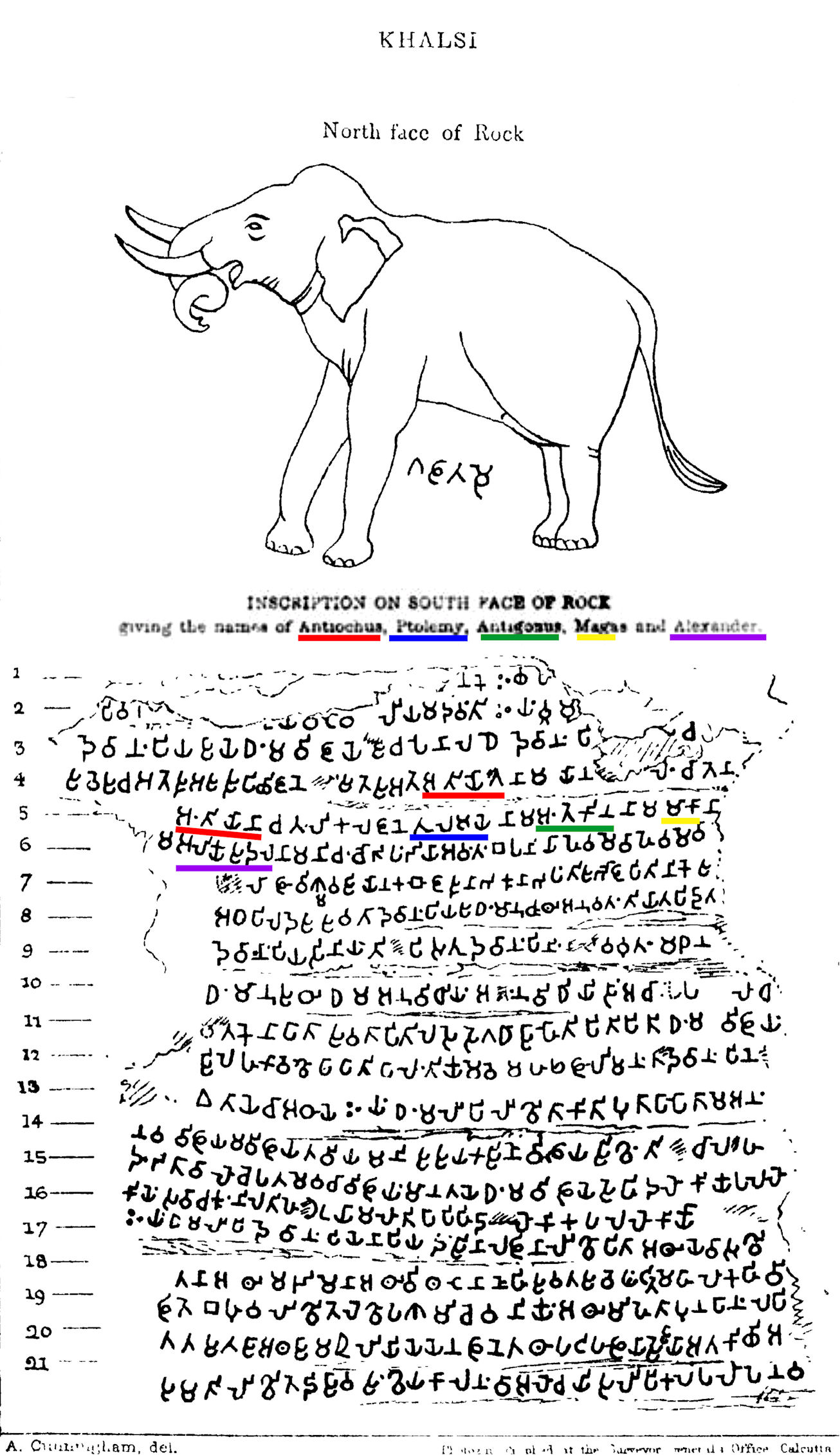
L'édit No 13 de l'inscription de Khalsi, avec l'identification des rois hellénistiques Antiochos II, Ptolémée II, Antigone II Gonatas, Magas de Cyrène et Alexandre II d'Épire

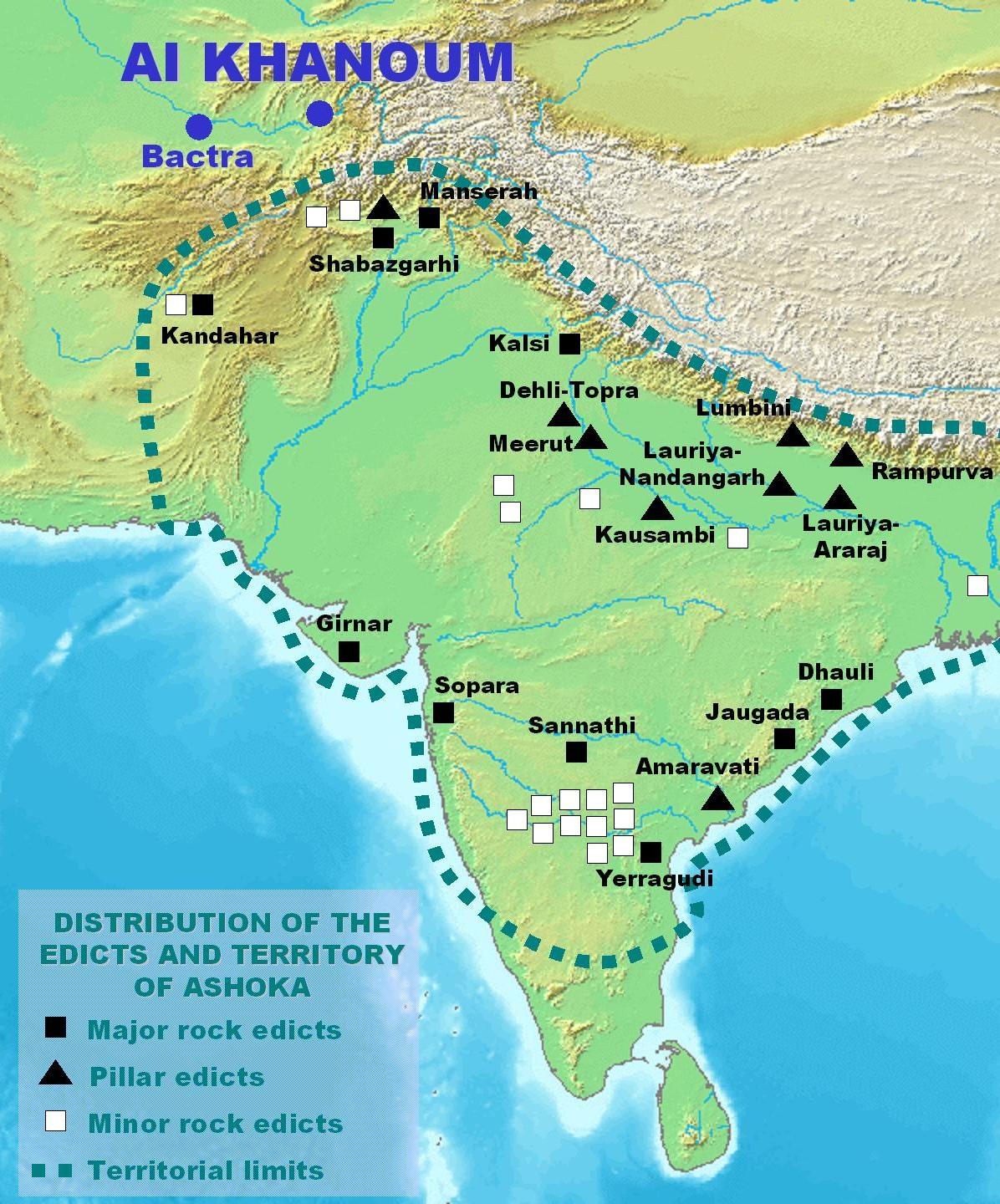
L'inscription de Khalsi est l'un des nombreux Édits d'Ashoka, qui couvrent finalement la quasi-totalité de son territoire.

L'inscription de Khalsi est une inscription rupestre en langue indienne rédigée par l'empereur Indien Ashoka aux alentours de 260 av. J-C. C'est l'un des plus importants des Édits d'Ashoka. L'inscription présente les édits de 1 à 13. L'inscription a été découverte à Khalsi, village de l'Inde du Nord (District de Dehradun, Uttarakhand), par Alexander Cunningham vers 1850.

## Les inscriptions
L'inscription de Khalsi est l'une des nombreuses inscriptions d'Ashoka, la première étant l'inscription bilingue de Kandahar, rédigée en grec et en araméen, "en l'année 10 de son règne". Les autres inscriptions d'Ashoka, en langues indiennes à l'exception d'une autre en grec (en), ne furent publiés qu'à partir de 3 à 4 ans plus tard, et jusqu'à 27 ans après son couronnement. L'inscription de Khalsi, reprenant la totalité du corpus des édits de 1 à 13, est probablement l'une des dernières inscriptions de son règne.
L'inscription de Khalsi, se situant au nord-ouest de l'Inde, fut déposée à proximité du monde hellénistique représenté par le Royaume gréco-bactrien et sa capitale Aï Khanoum.
Les inscriptions ont été rédigées sur un rocher massif en quartz. La face principale (face est) du rocher contient les édits de 1 à 12 et la première partie du 13e édit. Sur le côté droit (face nord) se trouve le dessin d'un éléphant avec le mot en Brahmi Gajatama, de signification incertaine. Sur la partie gauche (face sud) se trouve la suite de l'inscription commencée sur la face principale, avec la deuxième partie de l'édit No 13 et l'édit No 14.
Ce dernier édit, l'édit No 13, est particulièrement important en ce qu'il mentionne les principaux rois hellénistiques de l'époque, ainsi que leur situation géographique assez précise, suggérant qu'Ashoka avait une très bonne connaissance du monde grec de l'époque. C'est d'ailleurs cette inscription qui a permis de dater le règne d'Ashoka avec une certaine précision, entre 260 et 230 av. J-C Cet extrait apparaît aussi, de façon un peu moins bien préservée, dans l'édit No 13 de l'inscription de Girnar, et très abîmé dans l'inscription de Mansehra.

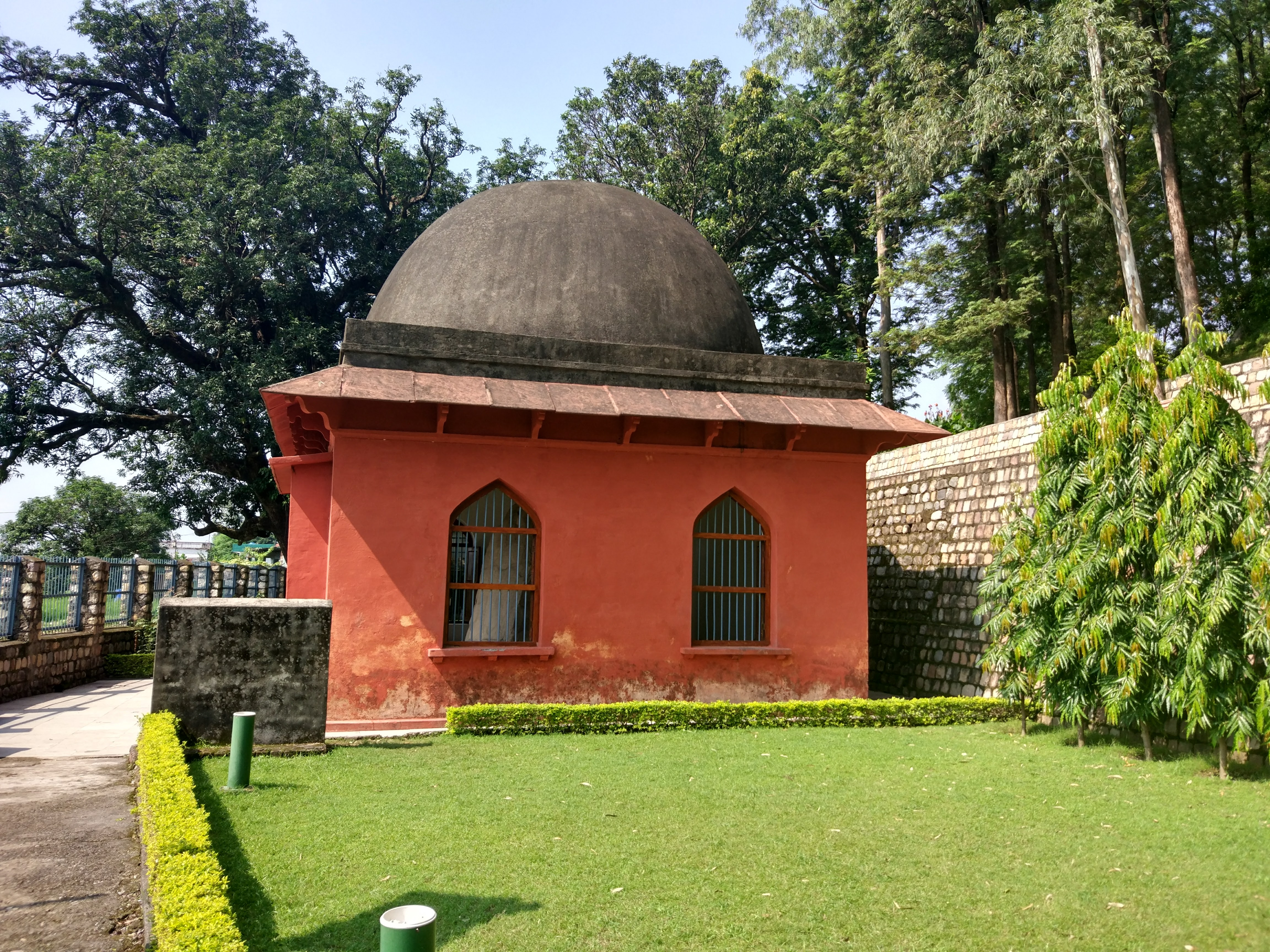
Abri de l'inscription de nos jours.
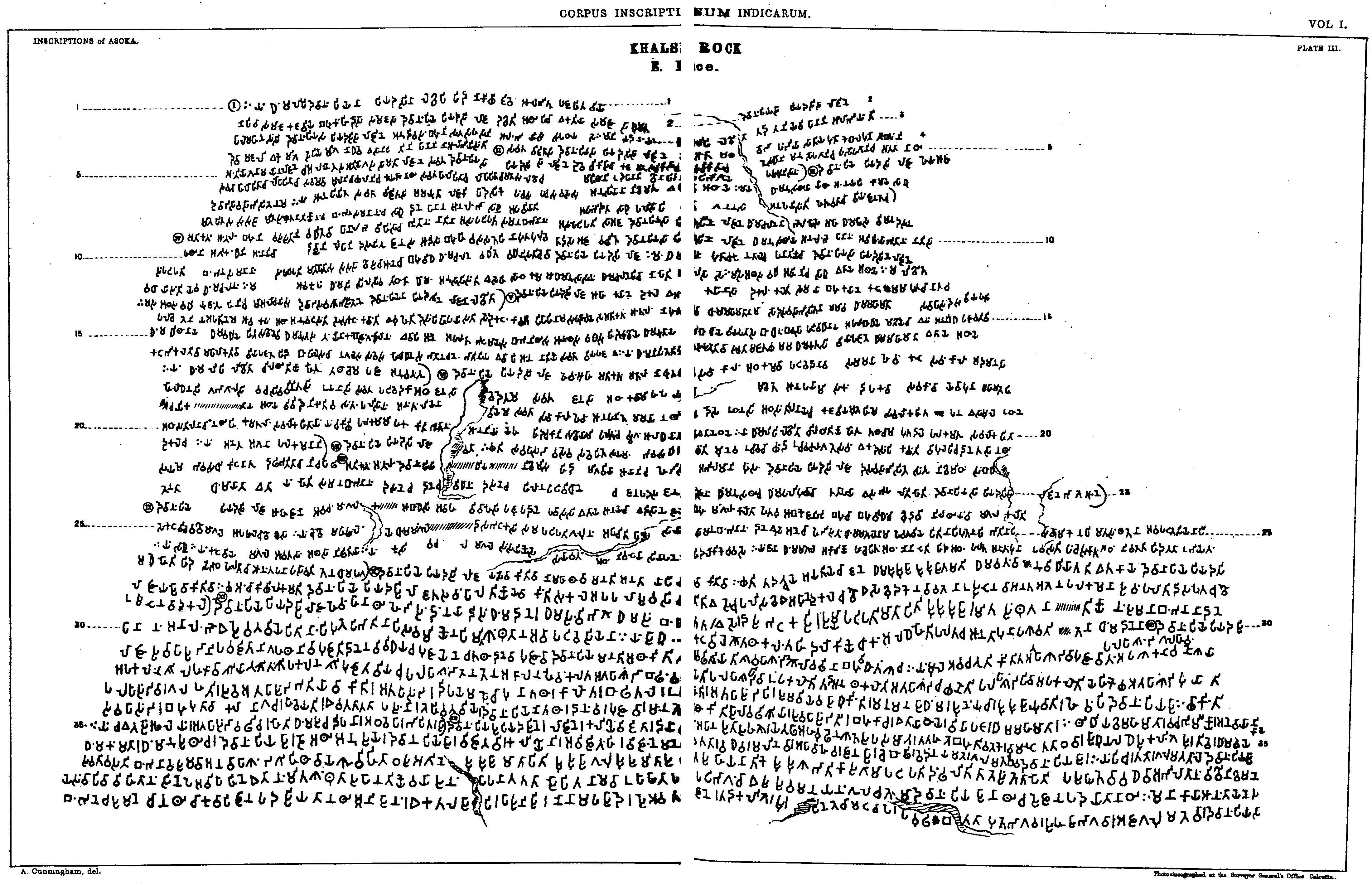
Les édits de 1 à 12, et début de l'édit N°13.
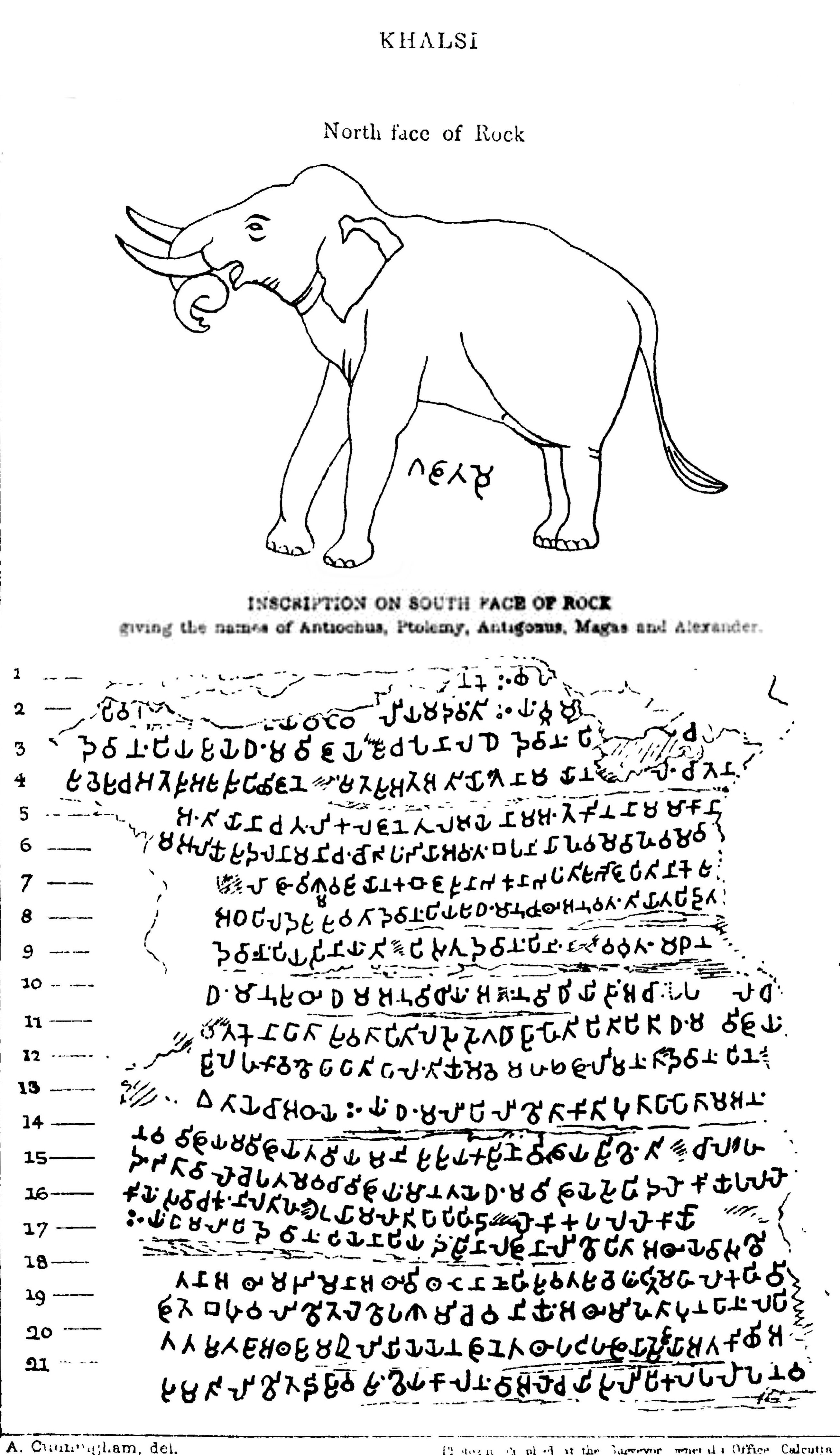
Le motif de l'éléphant, et la suite de l'édit N°13.
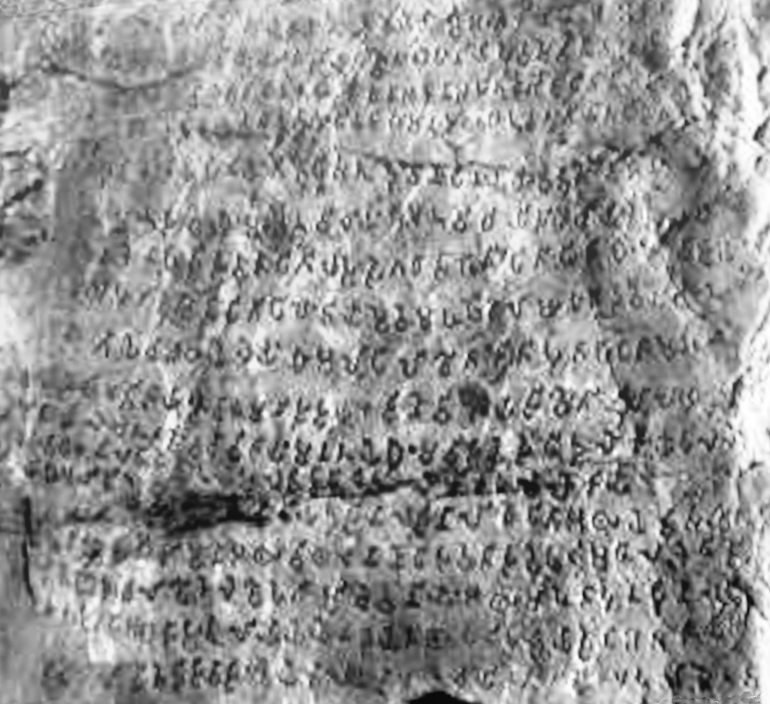
Suite de l'Edit N°13 de l'inscription de Khalsi.

L'édit No 13 fait notamment référence aux souverains de l’époque hellénistique de l'époque, héritiers des conquêtes d’Alexandre le Grand. Il mentionne ainsi Antiochos II, Ptolémée II, Antigone II Gonatas, Magas de Cyrène et Alexandre II d'Épire.

« Maintenant, c'est la conquête par le Dharma que l'Aimé-des-Dieux considère comme la meilleure conquête. Et celle-ci (la conquête par le Dharma) a été gagnée ici, sur les frontières, et même à 600 lieues d'ici, là où règne le roi Antiochos, et au-delà où régnent les quatre rois Ptolémée, Antigone, Magas et Alexandre, de même au sud, où vivent les Cholas, les Pandyas, et aussi loin que Tamraparni. »

— Extrait de l'édit N°13
Certains spécialistes pensent que des communautés bouddhistes ont émergé dans le monde hellénistique à partir du règne d'Ashoka, notamment à Alexandrie (cette communauté étant mentionnée quatre siècles plus tard par Clément d'Alexandrie). Étant donné la définition particulièrement morale de "Dharma" pour Ashoka, il est possible qu'il veuille simplement dire que vertu et piété existent maintenant depuis le bassin méditerranéen jusqu'au sud de l'Inde, plutôt que d'y voir une expansion du bouddhisme vers l'Ouest, non confirmée historiquement.
Dans d'autres inscriptions, Ashoka aussi affirme qu'il a envoyé des émissaires à l'Ouest pour transmettre bienfaits et plantes médicinales. On ne sait pas quelle a été l'influence de ces émissaires sur le monde grec.

## Estampage
Les inscriptions ont été remarquablement estampées et publiées par E. Hultzsch dans "Inscriptions of Asoka", dont le texte complet est disponible en ligne.

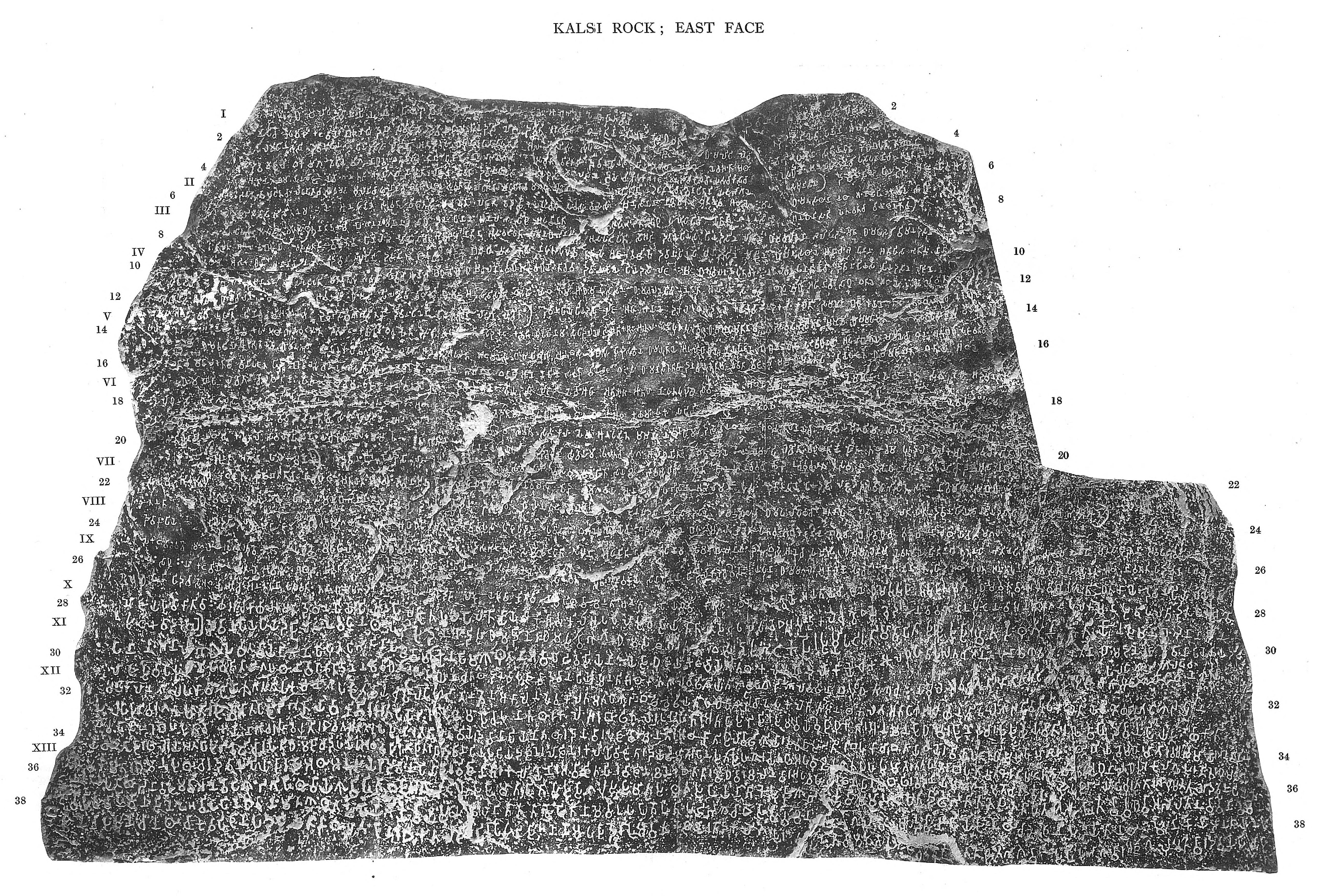
Estampage de l'inscription est. Edits de 1 à 12, et début du 13.
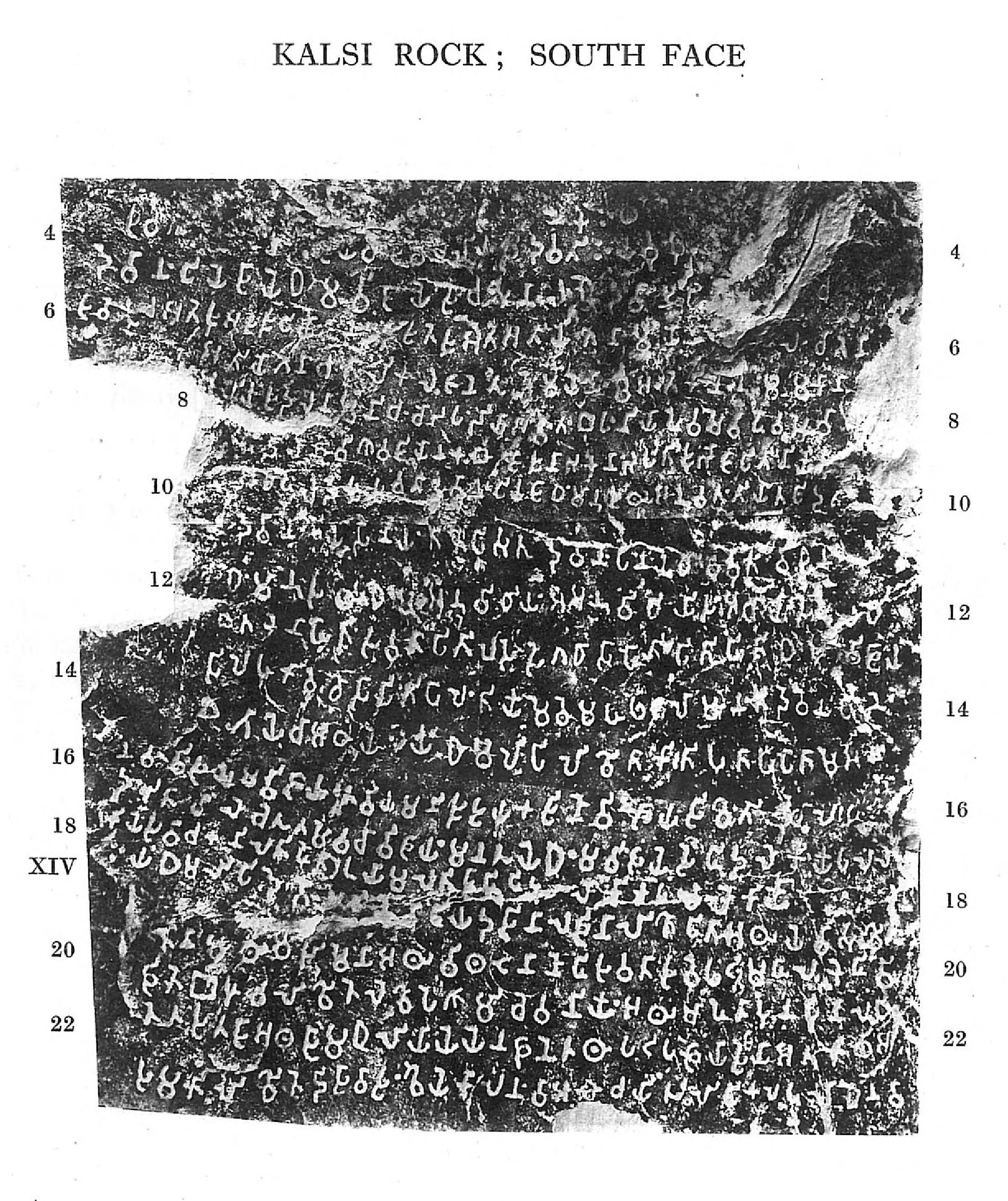
Estampage de l'inscription sud. Suite du 13, et 14.
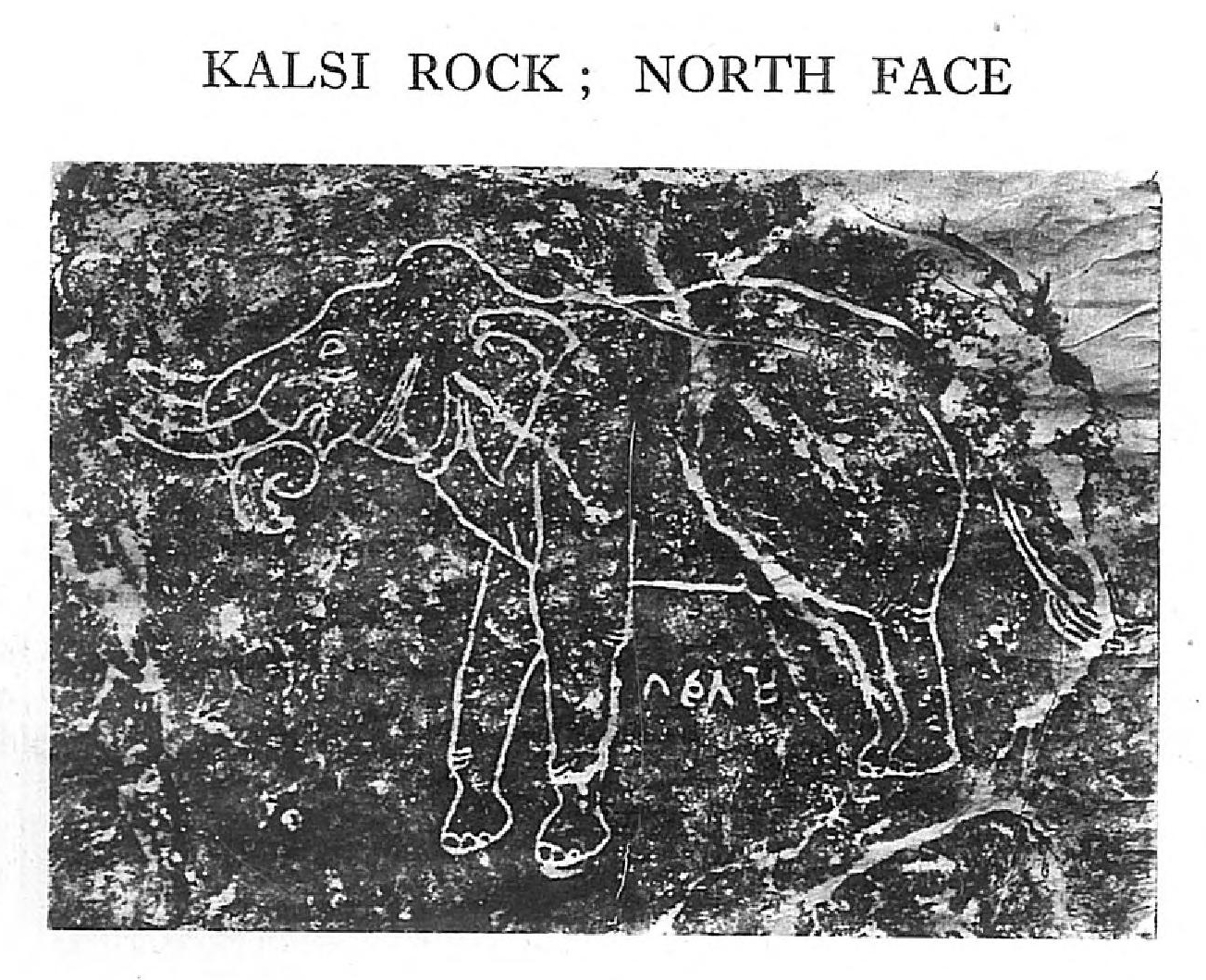
L'éléphant.

## Relation avec la philosophie grecque
Selon Valeri Yailenko, l'inscription de Kinéas d'Aï Khanoum, datée d'environ 300 av. J-C, aurait probablement influencé la rédaction des Édits d'Ashoka quelques décennies plus tard, aux alentours de 260 av. J-C (voir aussi influence hellénistique sur l'art indien). En effet, ces édits mettent en avant des règles morales extrêmement proches de l'inscription de Kinéas d'Aï Khanoum, à la fois en termes de contenu et de formulation.
Les expressions courtes, aphoristiques, les termes abordés, le vocabulaire même sont autant d'éléments de similitudes avec l'inscription de Kinéas.

## Publications
- Valeri P. Yailenko, « Les maximes delphiques d'Aï Khanoum et la formation de la doctrine du dharma d'Asoka », Dialogues d'histoire ancienne, vol. 16, no 1,‎ 1990, p. 239-256 (lire en ligne)